# 孙玉清

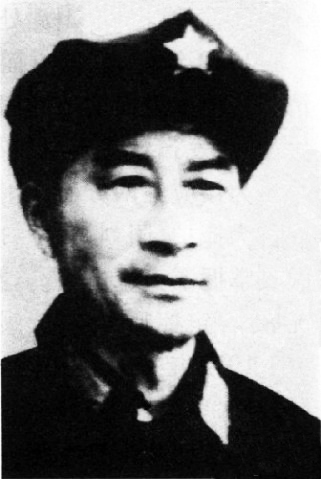

孙玉清（1909年3月—1937年5月），湖北黄安县（今红安县）高桥区人，中国工农红军高级将领。

## 生平
1927年11月，孙玉清参加了黄麻起义。1929年，他参加了中国工农红军，不久加入中国共产党。此后他参加了鄂豫皖苏区各次反“围剿”战争，红四方面军创建川陕苏区的斗争。他历任红四方面军班长、排长、连长、营长、团长、师长，获授“以一胜百”奖旗。1934年，他任红四方面军第三十一军军长。1935年8月，他任红四方面军第九军军长，率部参加长征。
1936年10月，中国工农红军三大主力会宁会师后，他率红九军同其他部队一道西渡黄河，执行宁夏战役计划，后宁夏战役因战局变化而被取消，黄河以西部队根据中央的命令组成了西路军。此后他率部先后在锁罕堡战斗、大拉牌战斗等战斗中获胜。1936年11月15日，红九军进至古浪时，遭马元海等部敌军3个骑兵旅、2个步兵旅、4个民团及飞机大炮的攻击。因古浪地势低洼，城墙残破，不利于防守，孙玉清率部同敌军展开巷战，并击退敌军。此后红九军撤离古浪西进。因在此次古浪战役中，红九军受重创，孙玉清被撤除了红九军军长职务，戴罪立功。1937年1月红五军军长董振堂阵亡后，孙玉清接任红五军军长。
西路军失败后，1937年3月，孙玉清率几十名西路军指战员在祁连山区转战，在酒泉南山遭遇敌军，孙玉清在战斗中负伤被俘，被押到西宁。
1937年5月下旬的某夜晚，孙玉清被马步芳下令秘密杀害于西宁东关大街敦庆公号后院马厩旁，享年28岁。解放后经调查，杀害孙玉清的执行人喇文彬（团长马忠义的副官）交待了具体情况：得到密裁孙玉清的命令后，派出两个传令兵，先把孙玉清押到一家照相馆给他照了相。孙玉清被害后由喇文彬和马昌隆找了马车，将孙玉清埋在西宁南门外体育场一个坑内。第二天为了给孙玉清照相，喇文彬和马昌隆又到孙玉清被埋处，由喇文彬抱住孙玉清遗体的肩膀，马昌隆将孙玉清的头颅割下来交给邴应南送到马步芳的第100师师部（地点在火神庙）。最后，红五军军长董振堂、红五军政治部主任杨克明和孙玉清三位烈士的首级，在西宁火神庙前被摆在一条长凳上拍照。这些照片1949年8月26日兰州解放后从甘肃省警察局刑警大队长范宗湘家里查获该照片，现存于甘肃省档案馆

## 家人
- 妻子岳兰芳